# Leontodon djurdjurae
Leontodon djurdjurae là một loài thực vật có hoa trong họ Cúc. Loài này được Coss. & Durieu ex Batt. mô tả khoa học đầu tiên năm 1889.